# اناجی
اناجی (به لاتین: Anaji) یک منطقهٔ مسکونی در غنا است که در منطقه غربی (غنا) واقع شده‌است.

## خصوصیات
اناجی ۳۰ متر بالاتر از سطح دریا واقع شده‌است.